# Haditengerészeti expedíciós egység
A tengerészgyalogsági expedíciós egység (Marine Expeditionary Unit, MEU) az Egyesült Államok flottájának legkisebb része amely levegőben és a szárazföldön egyaránt tevékenykedik. Minden egyes MEU csapat, készen áll az azonnali parancsok végrehajtására, legyen szó akár természeti katasztrófáról, akár háborús missziókról. A tengerészgyalogsági kétéltű egységet (Marine Amphibious Unit, MAU) az 1980-as évek végéig használták. Körülbelül 2200-an tagjai a MEU-nak.

## Részei

### Gyalogsági csapatok
A gyalogság elemei a tüzérségi ütegekkel megerősített gyalogos zászlóaljak, kétéltű támadó jármű szakaszok, utász szakaszok, könnyű páncélozott felderítő egységek, tank-szakaszok, felderítő csoport. A teljes gyalogság körülbelül 1100 fő. A felderítő csoport biztosítja a haditengerészeti speciális erők bevethetőségét.

### Légi csapatok
A légi csapatok egy megerősített század, amely nehéz, könnyű és támadó helikopterekből és VTOL sugárhajtású repülőgépekből áll. Taktikai légiparancsnoksággal, légiforgalmi irányítással, közvetlen légi támogatással és légvédelmi ágyúkkal, valamint a repülőgépekkel való kommunikációt létesítő rádiósokkal és a légi kiszolgáló egységekkel. 
A légi csapatok létszáma körülbelül 600 fő.

### Logisztika
A logisztika, elengedhetetlen a MEU csapatainak egységes működéséhez. Tartalmaz minden logisztikai szakembert és felszerelést, amely ahhoz szükséges, hogy egy küldetésen lévő MEU egység fenntartsa magát akár 15 napig terepen. Ez magában foglalja a szolgáltatási támogatást (postai és folyósítási), orvosi, közbenső karbantartást és ellátást (fogyóeszközök és javítóeszközök leszállítását), lőszerszállítást, kommunikációs és különféle egyéb műszaki szakemberek kiküldését. Körülbelül 300 tagból áll.

### Parancsnokság
A parancsnokság, beleértve a MEU parancsnokát és támogató személyzetét, irányítást a másik három csapat felett.
A teljes parancsnokság körülbelül 200 tagból áll.

### Expedíciós támadócsoport
Az utóbbi időben a MEU csapatokat helyeztek el a Földközi-tengeren, a Csendes-óceán nyugati részén, valamint időszakosan az Atlanti-óceánon és az Indiai-óceánon. Ezek az egységek három kétéltű hajóból állnak, amelyek a szükséges csapatokat, felszereléseket szállítják, rombolók és tengeralattjárók kíséretében. E csapatok előtt, a MEU egységeket általában kétéltű készenléti csoport részeként telepítették.

## Fordítás
- Ez a szócikk részben vagy egészben  a   Marine Expeditionary Unit című angol Wikipédia-szócikk fordításán alapul.  Az eredeti cikk szerkesztőit annak laptörténete sorolja fel. Ez a jelzés csupán a megfogalmazás eredetét és a szerzői jogokat jelzi, nem szolgál a cikkben szereplő információk forrásmegjelöléseként.